# Val-d'Auge
Val-d'Auge es una comuna nueva francesa situada en el departamento de Charente, de la región de Nueva Aquitania.

## Historia
Fue creada el 1 de enero de 2019, en aplicación de una resolución del prefecto de Charente de 28 de noviembre de 2018 con la unión de las comunas de Anville, Auge-Saint-Médard, Bonneville y Montigné, pasando a estar el ayuntamiento en la antigua comuna de Auge-Saint-Médard.

## Demografía
Según los datos aportados en la resolución del prefecto de Charente, la comuna se crea con 843 habitantes.

## Composición
| Comuna fusionada  | Código INSEE | Población (2016) | Superficie (km²) | Densidad (hab./km²) |
| ----------------- | ------------ | ---------------- | ---------------- | ------------------- |
| Anville           | 16017        | 206              | 8.16             | 25                  |
| Auge-Saint-Médard | 16339        | 298              | 17.37            | 17                  |
| Bonneville        | 16051        | 141              | 10.08            | 14                  |
| Montigné          | 16228        | 176              | 8.91             | 20                  |